# Allen (Texas)
Allen és una població dels Estats Units a l'estat de Texas. Segons el cens del 2007 tenia 77.465 habitants.

## Demografia
Segons el cens del 2000, Allen tenia 43.554 habitants, 14.205 habitatges, i 12.045 famílies. La densitat de població era de 638,4 habitants/km².
Dels 14.205 habitatges en un 55,5% hi vivien nens de menys de 18 anys, en un 74,6% hi vivien parelles casades, en un 7,4% dones solteres, i en un 15,2% no eren unitats familiars. En l'11,9% dels habitatges hi vivien persones soles l'1,6% de les quals corresponia a persones de 65 anys o més que vivien soles. El nombre mitjà de persones vivint en cada habitatge era de 3,07 i el nombre mitjà de persones que vivien en cada família era de 3,35.
Per edats la població es repartia de la següent manera: un 34,9% tenia menys de 18 anys, un 5,4% entre 18 i 24, un 40,7% entre 25 i 44, un 16,2% de 45 a 60 i un 2,8% 65 anys o més.
L'edat mediana era de 31 anys. Per cada 100 dones de 18 o més anys hi havia 97,3 homes.
Entorn del 2% de les famílies i el 3% de la població estaven per davall del llindar de pobresa.

## Poblacions més properes
El següent diagrama mostra les poblacions més properes.